# 東安県 (江蘇省)
東安県（とうあん-けん）は中華人民共和国江蘇省にかつて存在した県。現在の連雲港市東海県北西部に相当する。
前漢により設置され、後漢により廃止された。